# Dzień pszczoły

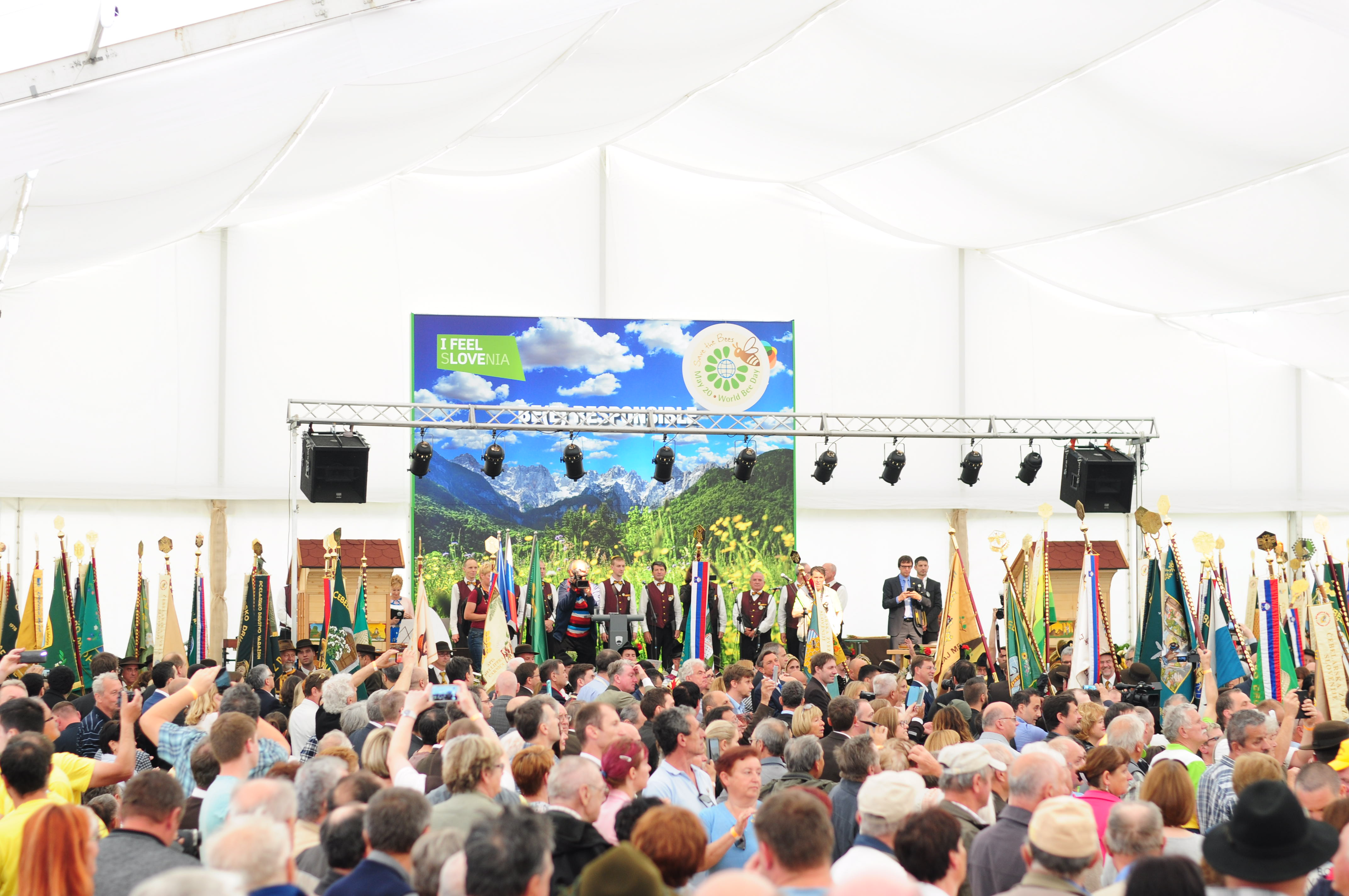
Dzień pszczół w Breznicy w Słowenii

Międzynarodowy Dzień Pszczół (ang. International Bee Day) – święto obchodzone corocznie 20 maja.
W 2017 roku międzynarodowa Organizacja Narodów Zjednoczonych zatwierdziła propozycję Słowenii aby 20 maja ogłosić Światowym Dniem Pszczół. Szacuje się, że pszczoły zapewniają produkcję ⅓ żywności na całym świecie, ponieważ owady te zapylają aż 77% gatunków roślin na całym świecie, roślin dziko rosnących oraz roślin, z których wytwarzane są produkty spożywcze, które są pożywieniem dla ludzi i zwierząt hodowlanych.
.
Większość roślin uprawnych bez udziału pszczół w zapylaniu krzyżowym zawiązuje mniejszą liczbę owoców i nasion, co wiąże się  bezpośrednio ze zmniejszeniem efektywności produkcji w rolnictwie. Większość roślin około 78%  to gatunki wymagające zapylenia przez owady, ocenia się, że udział pszczół miodnych w zapylaniu stanowi aż 90%. Rola pszczół jako zapylaczy roślin (w tym także roślin uprawnych i drzew owocowych) jest olbrzymia i bardzo trudna do dokładnego oszacowania.
Ustanowienie Dnia Pszczół zainicjowała Organizacja Narodów Zjednoczonych. Po raz pierwszy święto to obchodzono  w 2008 r. Imprezy związane ze świętem pszczół mają charakter edukacyjny, mają na celu uświadomienie ludzi jak ważną rolę  w ekosystemie pełnią pszczoły.